# 宜蘭縣政府警察局

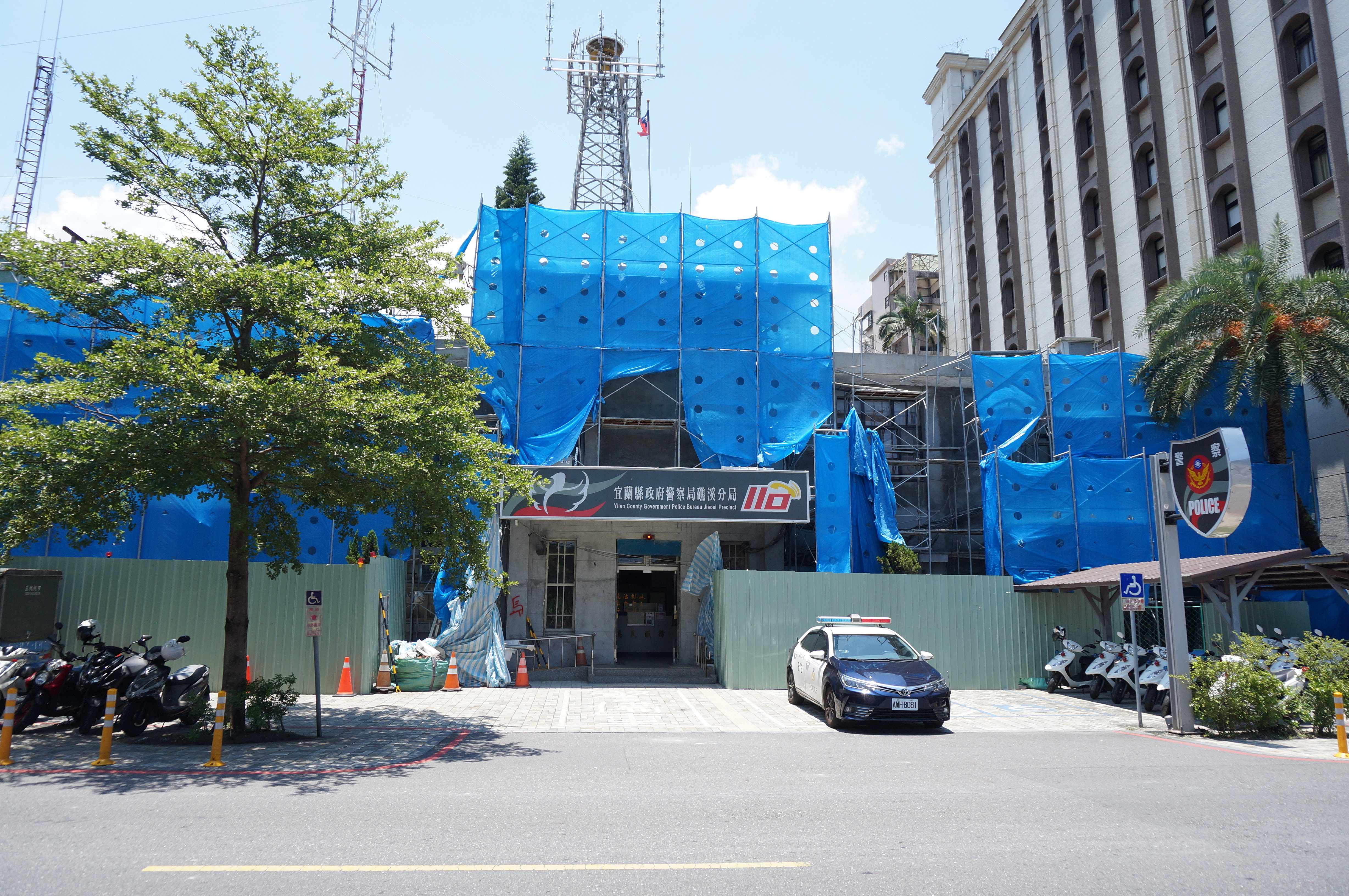
礁溪分局建築

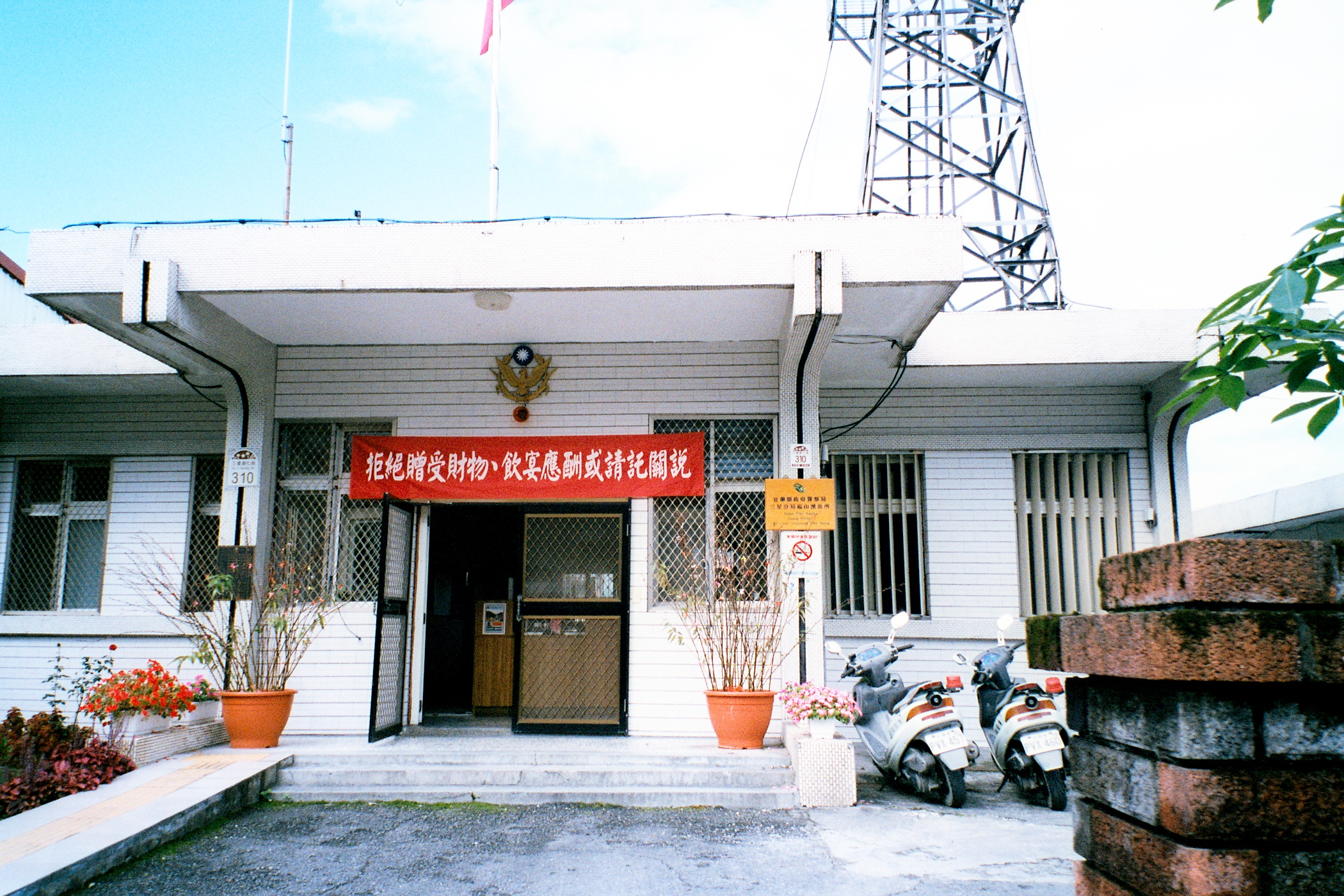
三星分局福山派出所

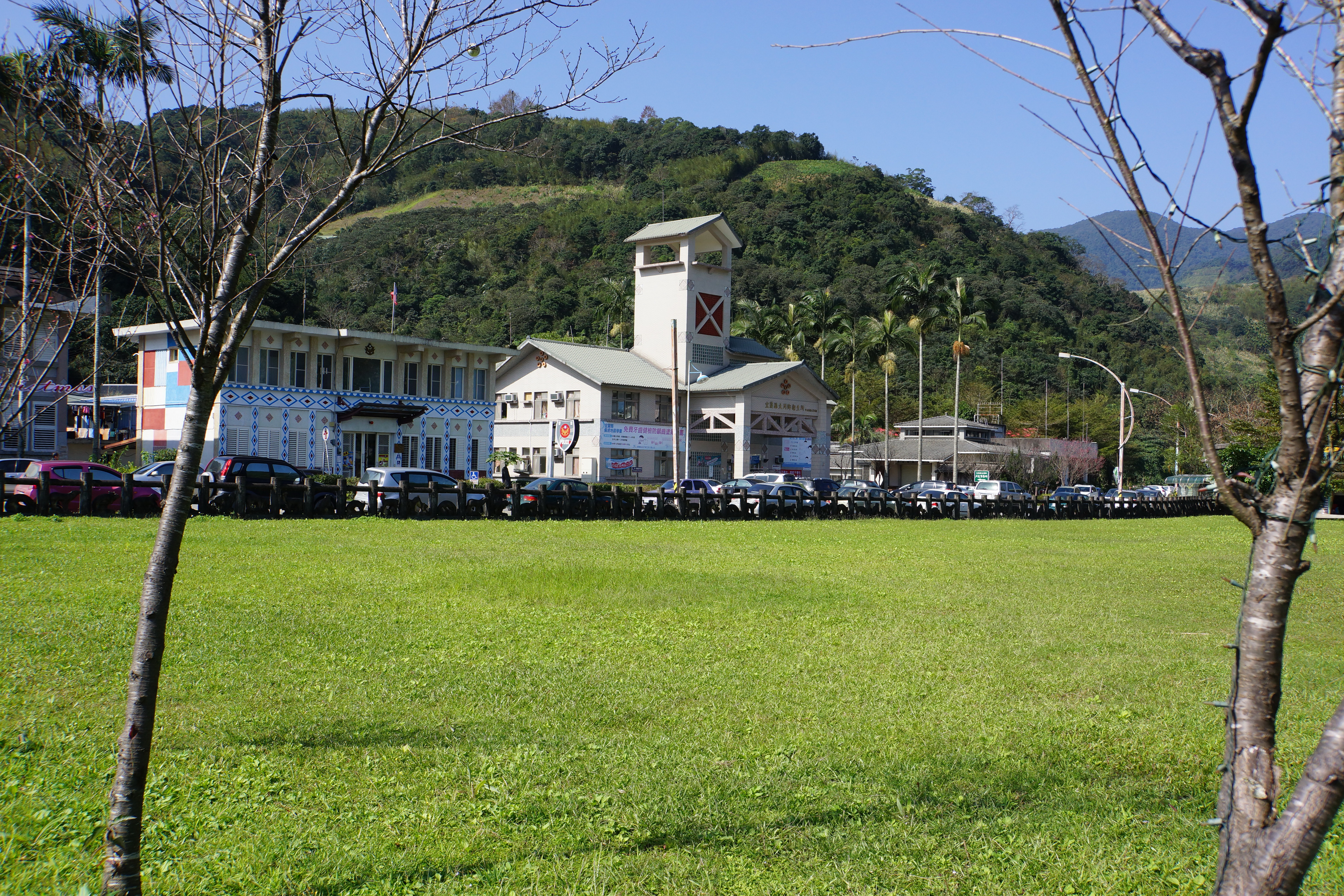
三星分局大同分駐所與鄉治中心共構設施

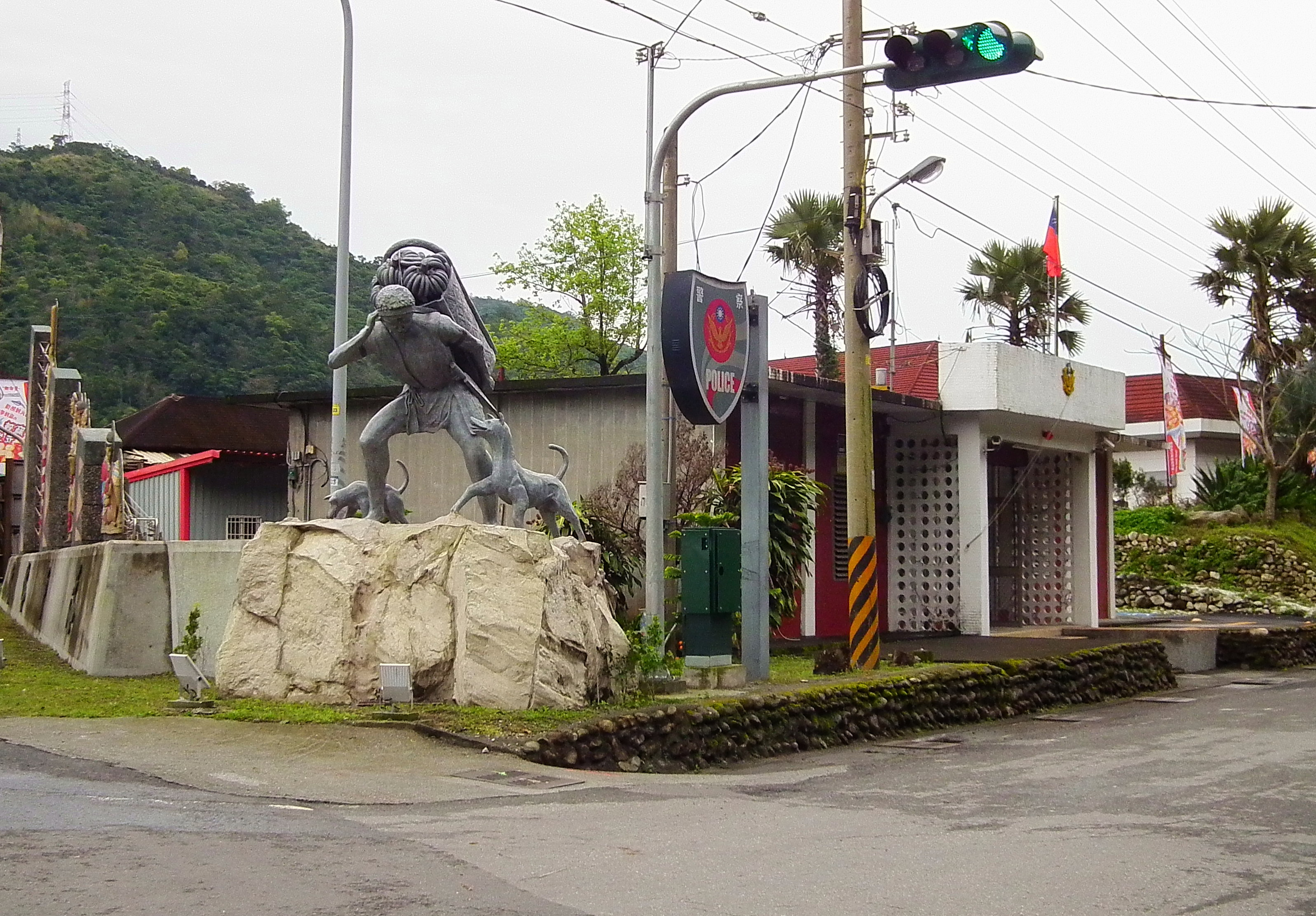
蘇澳分局武塔派出所

宜蘭縣政府警察局（簡稱宜蘭縣警察局、宜蘭縣警局）是中華民國宜蘭縣的最高警察機關，隸屬於內政部警政署及宜蘭縣政府。本局負責維護全縣治安、預防與偵辦刑案、交通管理、公共安全與社會秩序，並執行災害防救、婦幼與少年保護、社區警政、反毒及反詐欺等任務。

## 簡介
宜蘭地區的現代警政可追溯至日治時期，當時設有「宜蘭警察署」等單位，為日人殖民統治工具。二戰後，1945年臺灣光復，中華民國政府接收原日本警政系統，並於1950年在原址基礎上設置「宜蘭縣警察局」。歷經數次組織調整與警政署體系改革，警察局日益專業化與現代化，並強化社區警政、科技執法與災防機能。
宜蘭縣警察局局本部設於宜蘭市舊城東路31號，內設多個行政科室與直屬警察隊，並下轄第一至第五警察分局，分別管轄宜蘭市、羅東鎮、蘇澳鎮、頭城鎮、三星鄉等地區，並設有多個派出所、分駐所與偵查隊，涵蓋縣內12鄉鎮之治安需求。
該局現任局長為劉炯炫，為資深警監，曾任新北市警察局督察室主任、花蓮縣副局長等職，具豐富刑事與行政經歷。副局長為潘志成與溫淑盈，主任秘書則為余中義。
宜蘭縣警局近年推動科技警政、AI巡邏系統與社區警政深化，並積極參與反詐、防毒、交通安全與防災教育，在縣民安全感指數與破案率上均有亮眼表現。

## 組織
宜蘭縣政府警察局設有局本部各科室、直屬警察隊伍，並下轄五個分局及其所屬派出所／分駐所，組織架構如下：
| 類別         | 名稱列表 |
| ------------ | --- |
| 局本部       | 局長室 副局長室 行政科 保安科 訓練科 外事科 後勤科 保防科 防治科 鑑識科 勤務指揮中心 督察科 公關科 秘書科 資訊科 法制科 人事室 政風室 會計室 民防管制中心 |
| 直屬警察隊伍 | 刑事警察大隊、保安警察隊、交通警察隊、少年警察隊、婦幼警察隊                                                                                              |
| 宜蘭分局     | 派出所：新民、民族、新生、進士、延平、枕山、內城；分駐所：員山                                                                                            |
| 礁溪分局     | 派出所：礁溪、二城、大里、大溪、三城、四城、龍潭、忠孝、美城、大福；分駐所：壯圍、頭城                                                                    |
| 羅東分局     | 派出所：公正、成功、開羅、二結、利澤、順安、廣興；分駐所：五結、冬山                                                                                      |
| 三星分局     | 派出所：三星、大隱、大洲、福山、英士、牛鬥、寒溪、明池、四季、南山、太平山；分駐所：大同                                                                  |
| 蘇澳分局     | 派出所：蘇澳、南方澳、碧候、武塔、澳花、東澳、馬賽；分駐所：南澳                                                                                          |

## 事件

### 雪山隧道火燒車事故
雙向撞車導致起火燃燒，33公里處堵塞並濃煙涉死人及多人嗆傷，警方協助疏散、封閉車道並安撫民眾，有效進行緊急應對與交通疏導。

### 礁溪分局酒醉官警毆人案
一名礁溪分局偵查隊小隊長酒後於派出所毆打員警，並施壓同仁和解，遭檢方依縱放罪嫌起訴，該案引發警紀與組織文化議題討論。

### 宜蘭分局男警性侵女警案
2025年2月，一名男警疑似性侵同派出所女警並造成身體傷害，經女警驗傷並通報後，警方迅速調查並移請地檢署辦理，涉案警員被停職並遭羈押。

## 外部連結
- 宜蘭縣政府警察局全球資訊網
- 宜蘭縣政府警察局的Facebook專頁